# Agrotis lignosina
Agrotis lignosina là một loài bướm đêm trong họ Noctuidae.